# Norddjurs Østre Pastorat
Norddjurs Østre Pastorat var et pastorat i Norddjurs Provsti, Århus Stift.
Pastoratet blev dannet 1. august 2018, men fik sit endelige navn Fornæs Pastorat i 2019.

Pastoratet består af de 11 sogne:

## Sogne
- Enslev Sogn
- Gjerrild Sogn
- Grenaa Sogn
- Hammelev Sogn
- Hemmed Sogn
- Karlby Sogn
- Kastbjerg Sogn
- Rimsø Sogn
- Veggerslev Sogn
- Villersø Sogn
- Voldby Sogn

## Kirker
I pastoratet er der 12 kirker
- Enslev Kirke
- Gjerrild Kirke
- Grenaa Kirke
- Hammelev Kirke
- Hemmed Kirke
- Karlby Kirke
- Kastbjerg Kirke
- Rimsø Kirke
- Simon Peters Kirke
- Veggerslev Kirke
- Villersø Kirke
- Voldby Kirke